# 璃月
璃月是米哈游开发电子游戏《原神》中的虚构国家，位于游戏中的提瓦特大陆东部，为游戏主线剧情第一章的主要地点，主要城市为璃月港。璃月信仰“契约”，代表元素為「岩」，守护神曾为岩之神“岩王帝君”钟离，璃月七星实际掌控该国，节日有海灯节和逐月节。
璃月的制作耗时一年，原型为古代中国，美术参考了中国的张家界国家森林公园、黄龙风景名胜区、桂林山水、凤凰古城、山西悬空寺等。该设定得到了正面评价，被赞誉是游戏中中国文化的象征。

## 創作與設計

### 場景
璃月早期上線的部分，從白盒测试到美術，場景製作，最終完成耗時一年。設定上璃月受到岩元素影響，所以场景整體以暖色调为主。場景美術負責人海地在官方的紀錄片中分享，璃月主題是「奇幻世界观下的中国风」，製作組在中國各地實地取材，以獲取靈感。場景的自然和人造景觀設計，大多參考自中國的現實風貌，製作組在摘取現實景觀的特點後，再加以奇幻風格的改造。
自然景觀方面，璃月和蒙德交界处的石门，參照自中國西南的岩溶地貌，石門早期的設計是一線天，後期在參考中國古代的棧道完成最終設計。穿过石門后是碧水河的冲积平原荻花洲，此地以桂林阳朔山水为原型，石峰、石林连绵不绝，水网密布，河邊开满了飘浮的艳丽花朵，其中地標望舒客栈以岭南吊脚楼为原型，風格上參考了電影《龍門客棧》中的客棧。璃月中部，碧水河支流在山下形成湖泊渌华池，此地以黄龙风景名胜区中的五彩池為原型，製作組為了復現五彩池的水色，特意使用了与游戏中其它水面不同的材质，同時在渌华池周围设置較高地勢，让玩家可以有更好的視角欣賞景色。绝云间原型為张家界的砂岩峰林地貌，製作組認為當地景色既符合璃月的岩元素，千峰林立又有云雾缭绕，帶有奇幻色彩，所以參考設計出璃月的仙人隐居之處。沉玉谷地區的地貌設計源於黄山自然景觀，製作組在該地區採用了「全域高度图体积雾」和「岩石渐变染色」两项全新技术，前者讓該地的雲霧變化更為自然，後者是從山水畫和水墨画中獲得靈感，開發的一種渲染技術，讓山巒之間更有層次感。
城市景觀方面，製作組沒有選擇常用於代表中國的宮殿式建築風格，而是選擇帶有“具有奇幻包装的基础”的湘西凤凰古城和北岳恒山悬空寺设计璃月港。璃月港入口的仿牌楼建築，和以天门山為原型的天衡山登山台階設計，是為了營造仪式感，同時在視角上突顯璃月的自然和文化底蕴。沉玉谷地區有兩個人类聚居地翘英庄和遗珑埠，當地建築參考了徽派建筑風格，整體佈局採用了「枕山、环水、面屏」的設計，翹英莊文化原型是黃山地區的產茶文化。此外，製作組在設計建築和室內設計時會考慮其中的人類活動，根據角色的活動方式和行動邏輯，繼而設計相關細節和生活設施。
為了讓開放世界更具有真實感，製作組為璃月設計了一個自洽、完整的生態系統。黄龙是中国唯一保护完好的高原湿地，製作組在當地考察時，發現黃龍的生態系統帶有“梦幻感”与“神秘感”，符合璃月的主題，故此使用這套系統為設計藍本之一。

### 人文
璃月在風俗人文的設計上反映了不少傳統中華文化元素，如璃月各地帶有東方韻味的命名，地名的英譯更以漢語拼音的形式保留下來；角色服飾亦然，非玩家角色服飾以清朝風格為主，還加入一些現代的樣式，並同時根據角色的職業和階級作出差異化，如水手、勞工是圓領對襟短衫配以綁腿和護腕，立領長衫則是文化、商人等地位較高的角色，女性角色衣著主要是裙褂、大襟衫配長裙，短衣短裙。可玩角色方面，如鍾離服飾有著馬褂和長衫的設計，胡桃服飾整體為唐装樣式，帽子以宋明官帽為基礎設計。遊戲中璃月相關的劇情文本，使用了不少中國歷史典故和詩詞。璃月精細豐富的菜餚，兩大菜系「璃菜」和「月菜」對應了中國八大菜系，菜餚大多能找到現實原型，如松鼠魚、珍珠翡翠白玉汤、對應佛跳墻的仙跳墻等等。璃月兩個傳統節日，海灯节和逐月节分別對應現實的元宵節與中秋节，遊戲中的節日活動設計也參考自傳統習俗，如煙花、花燈、猜燈謎、風箏、原型為舞獅的舞獸戲、脫胎於皮影戲的紙映戲等等。璃月的戲劇原型是京劇，製作組在遊戲中還設計了一首原創戲曲《神女劈觀》，由一位戲曲演員杨杨演唱。璃月有著中國傳統的仙侠元素，絕雲間和沉玉谷流傳著仙人傳說，還有仙人相關的角色，如保護民眾的護法夜叉魈，有著麒麟血脈的甘雨。

### 音乐
璃月的原声音乐採用了中國傳統的五聲調式，演奏樂器则是在西方管弦乐的基础上，加入了中国傳統乐器，如笛子、二胡、古筝、琵琶等，融合民乐和交响乐。原声音乐由陈致逸作曲，上海交响乐团演奏，在上海交响乐团音乐厅完成录制，录制共历时五天。璃月的一些角色曲有使用現代的音樂風格，如七七的角色曲用到了合成器，胡桃角色曲模仿了1990年代的香港殭屍片音樂風格。

## 设定

### 地理

游戏设定的璃月在提瓦特大陆中的位置，西南部為層岩巨淵，西北部为沉玉谷以及黑巖厂，東北部與蒙德以及雪山接壤

璃月位于提瓦特大陆东部，是提瓦特大陸最早建立的国家。璃月擁有的地貌丰富多样，地質以砂岩为主，浅滩平原河网密布、高山和石林巍峨矗立、高原与丘陵阶梯分明。植物在中海拔地区以胡杨为主，高海拔處有槐、松，平原及河滩生长着竹、梅、银杏等，动物则有在岩壁活动的鹤、蜥。東部沿海有著大型海港璃月港，位於西部的層岩巨淵是璃月最主要的礦場和瓷器原料產地，歷代地下开采，讓層岩巨淵下方有著巨大的空間，開採過程中還發現了舊時代的遺址。西北邊的沉玉谷与枫丹接壤，當地有著提瓦特大陸最大的茶葉產地翹英莊，還有與楓丹商貿往來的港口遺瓏埠。

### 歷史
约三千七百年前，岩王帝君建立璃月，魔神归终为守卫天衡山，建造了名为“归终机”的强弩，並率領原先以矿业为生的先民移居天衡山北的归离原進行农业，两千年前爆发了魔神战争，归离原因此荒废，归终也死于归离原，带领流民在地中之盐建立庇护所的盐之魔神后被凡人之王所杀，岩王帝君於是帶領先民遷移到天衡山南，在沿海處與先民和仙人建立璃月港。最终魔神战争的战场移至云来海，岩王帝君斩杀一魔神，解放了被其奴役的五大夜叉並与之签下契约。
魔神战争结束前夕，移霄导天真君砍下自己的鹿角支撐被魔神打壞的天衡山，战死後鲜血化成碧水，汇聚成了今天的碧水原，淹没了地中之盐的遗迹，一千年前魔神战争结束，岩王帝君將诸魔神以岩枪镇于孤云阁，魔神所遗留魂魄的妖邪被仙人夜叉清理，此時五大夜叉仅剩金鹏夜叉魈一人，璃月先民轉而從事商业，代表七种商业势力的商人——璃月七星掌控该国，掌管由帝君麾下的驍勇善戰的凡人组成的千岩团转编的千岩军，仙人則隐居於绝云间，岩王帝君把握著璃月经济，定下了请仙典仪，璃月港初步成型。
在旅行者到達時，岩王帝君化身“钟离”，同時制造自己的假死事件使仙人与代理执政的璃月七星冲突升级。愚人眾執行官「公子」趁機召喚出了被封印的魔神奧賽爾突然袭击璃月港，旅行者在與璃月七星和仙人的幫助下與奧賽爾作戰，最終凝光將其懸浮在空中的住所「群玉閣」砸下，再次封印了奧賽爾。随后岩王帝君退下神位，璃月七星掌控璃月所有权力，璃月自此从神治、仙治进入人治的时代。

## 發佈
2019年8月1日，米哈遊在遊戲宣傳片中首次披露關於璃月地區的概念美術圖。《原神》2020年3月19日的一次封閉測試中，首次上線璃月地區，面積是首发地区蒙德的1.5倍。米哈遊在設計璃月階段，就打算與參考的景觀所在景區合作組織線下活動。米哈游副总裁殷春波表示，团队在与景区沟通时，曾担心对方会拒绝與民营游戏企业合作。当时上海市委宣传部和上海市文化和旅游局为他们写了介绍信，推進了雙方「动漫游戏+旅游景区」的聯動活動。2020年张家界、桂林、黄龙等地，在景區內配置遊戲內的傳送錨點和七天神像建築，還推出了遊戲相關旅遊路線的優惠票，鼓勵玩家遊歷當地。同年9月28日，《原神》正式公測，璃月地區也隨遊戲公測上線。2022年3月30日2.6版本「流風眷堇庭」更新後開啟層岩巨淵，該地分為上下兩個區域，下層區域需要玩家完成任務「巧瞞七星解磐鍵」後才能造訪。2024年1月31日4.4版本「彩鶴櫛春風」更新后开放沉玉谷，在完成主線劇情序章·第三幕「巨龍與自由之歌」時，遊戲會解鎖在沉玉谷·上谷的一個傳送點，讓玩家可以馬上造訪沉玉谷。

## 評價及反響

### 評價
“璃月”这一设定获得了正面的评价。中华人民共和国文化和旅游部在微博官方號「文旅之声」發文稱讚了米哈遊在《原神》上探索出「游戏+文旅」的跨界联动合作新模式，璃月相關的「从驻足到远行」活動，有助地方旅遊景區和非遺的發展，也拓展了遊戲在娛樂之外的社會價值。璃月也得到了《新民晚报》和《上观新闻》的赞誉。《新民晚报》认为璃月重点展现中国传统文化元素，当玩家来到璃月地区，会随着探索慢慢发现戏曲、茶文化、棋戏、中药、机关术等传统文化要素。《上观新闻》評價璃月通過文化創新讓中國傳統文化鮮活有生命力。
游戏日报認為璃月是使《原神》被中国商务部列入《2021-2022年度国家文化出口重点企业和重点项目名单》的关键，认为璃月的剧情、角色、建筑、怪物、活动等都在一步步进行着文化输出。游戏葡萄评价称，璃月给人最直观的印象是整体美术风格的转变，与蒙德采用的偏欧美幻想、日系幻想的风格不同，璃月完全定在了东方幻想风格的方向上。游戏陀螺認為，璃月的诸多要素让全球玩家真切感受到了中国文化的美感所在。张维为在《这就是中国》中提及，璃月的场景从审美角度来看，能够体现出中国“真正的文化自信”。由於璃月的地名和物產的命名源於中文，也吸引了一些非中文玩家去研究璃月地區風土物產的中文發音。
Polygon引述評論認為，璃月的設計与蒙德完全不同，这里有着更独特的建筑，更好的背景配乐，设定知识和故事更紧密地联系在一起。在融合了东亚文化元素的同时保留了适合全世界玩家的玩法、表现力和审美。Eurogamer的Alan Wen认为璃月“显然受到了中国传统和建筑的启发”。Kotaku編輯姜思琪认为璃月是中国社会关系的理想化写照，在那里商人和顾客通过互惠互利来表达他们对彼此的关心，金钱能够建立相互依存关系，而如今大多数人生活在一个购物习惯与社区基本脱节的社会。Screen Rant将璃月的设定与中国的相似地点相比，认为“璃月与中国的相似性是不可否认的，无论是在地形还是文化上”。學者刘若涵在《数字出版研究》的一篇璃月研究中，稱讚米哈遊在遊戲設計中加入中國傳統文化，「不僅富裕了遊戲文化底蘊，也對推廣和傳播中國傳統文化起到了積極的作用」。

### 反響
2022年春节前夕，《原神》推出璃月的角色云堇戏曲唱段视频《神女劈观》，一年之内获得超3000万的全球播放量。2022年10月9日，原神官方对外公布了《璃月食集》系列短片的首支影片，复刻了名菜「文火慢炖腌笃鲜」的制作过程，上线首日在Bilibili及YouTube收获了超200万的播放量。2023年春节，原神团队与《南方周末》合作推出聚焦于版画、雕刻等技艺的非遗传承纪录片《流光拾遗之旅》，探访数位中國非物质文化遗产传承人，用非遗的形式展现璃月的仙家传说与市井生活，还将发布数支展现非遗手艺人制作作品过程的纪录片。